# Rock wit U (Awww Baby)
"Rock wit U (Awww Baby)" är en låt framförd av den amerikanska R&B-sångerskan Ashanti, skriven av henne själv, Irving Lorenzo, Andre Parker samt producerad av Irv Gotti och Chink Santana till Ashantis andra studioalbum Chapter II (2003).
I "Rock wit U" sjunger framföraren till sin pojkvän och kuttrar "awww baby" under större delen av låtens gång. Refrängen består av meningarna "Can you rock with me (aw baby)/Non-stop with me/Can you take it to the top with me/I just wanna love you babe (love ya babe)/Always thinking of you babe". Spåret utgörs av en pulserande basgång samt piano och elgitarr. Låten gavs ut som den ledande singeln från sångerskans skiva den 13 maj 2003. Med singeln debuterade Ashanti också sin nya image som nu var mera sensuell än tidigare. Medias och allmänhetens reaktion på sångerskans nya låt och medföljande stiländring var blandad. Kritiker ifrågasatte sångerskans lättklädda utstyrsel och misstänkte att detta var ett försök att sälja mera. TV-personligheten Wendy Williams kommenterade att "Ashanti verkar numera bara specialisera sig på att kroma sig och sjunga 'oh baby' och 'aww baby'". Andra var mera positiva och noterade sångerskans försök att visa en mer mognare sida av sig själv. Vid premiärspelningen blev Ashanti utbuad efter att hon glömt låttexten. Liksom föregående singlar år 2002 hade "Rock wit U" stora framgångar på topplistorna i USA och Europa. På Billboard Hot 100 nådde singeln en andraplats och blev Ashantis tredje topp-tio-singel. På R&B-listan Hot R&B/Hip-Hop Songs klättrade låten till en fjärdeplats. I Belgien och Storbritannien blev singeln en topp-tio hit. 
Musikvideon till singeln regisserades av Paul Hunter och visar Ashanti på en strand och ridandes på en elefant. Videon nominerades till en Grammy Award i kategorin "Best R&B Video".

## Format och innehållsförteckningar
| - Amerikansk CD-singel 1. "Rock Wit U (Awww Baby)" (Album Version Clean) - 3:38 2. "Rock Wit U (Awww Baby)" (Instrumental) - 3:38 3. "Rock Wit U (Awww Baby)" (Call Out Hook) 0:20 - Amerikansk CD/Maxi-singel 1. "Rock Wit U (Awww Baby)" (Armand's Acid Banger) 2. "Rock Wit U (Awww Baby)" (Acid Banger Dub) | - Europeisk CD-singel 1. "Rock Wit U (Awww Baby)" (Radio Edit) - 3:40 2. "Rock Wit U (Awww Baby)" (Instrumental) - 3:39 - Tysk CD/Maxi-singel 1. "Rock Wit U (Awww Baby)" (Album Version Clean) - 3:38 2. "Rock Wit U (Awww Baby)" (Instrumental) - 3:38 3. "Rock Wit U (Awww Baby)" (Taz & Vanguard Remix) - 4:24 4. "Rock Wit U (Awww Baby)" (Jay Hannan Lazy Dog Mix) - 6:30 |

## Topplistor

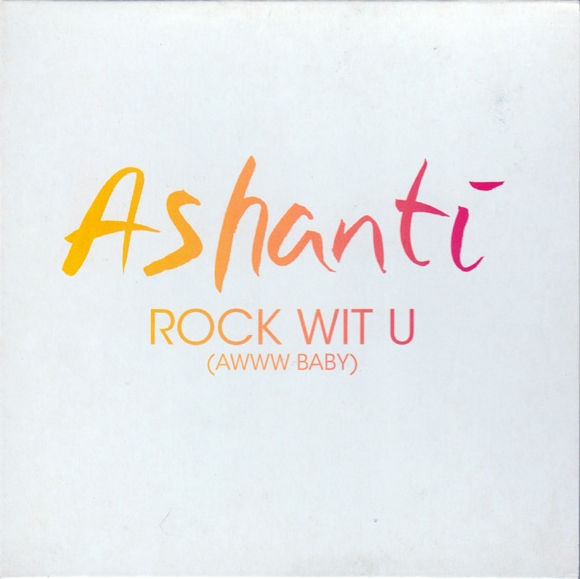
Alternativt omslag för singeln

| \| Lista (2003) \| Topp position \| \| ----------------------------------------------- \| ------------- \| \| Australiens ARIA Charts[6] \| 19 \| \| Belgiens Ultratop 50 (Flanders)[6] \| 5 \| \| Belgiens Ultratop 40 (Wallonia)[6] \| 15 \| \| Hollands Dutch Top 40[6] \| 28 \| \| Tysklands Media Control[7] \| 41 \| \| Irlands Irish Recorded Music Association[8] \| 21 \| \| Nya Zeelands RIANZ[6] \| 24 \| \| Sveriges Sverigetopplistan[6] \| 54 \| \| Schweiz Swiss Singles Chart[6] \| 33 \| \| Storbritanniens UK Singles Chart[9] \| 7 \| \| Amerikanska Billboard Hot 100[10] \| 2 \| \| Amerikanska Billboard Hot R&B/Hip-Hop Songs[10] \| 4 \| \| Amerikanska Billboard Hot Dance Club Songs[10] \| 6 \| |               |
| Lista (2003) | Topp position |
| Australiens ARIA Charts | 19            |
| Belgiens Ultratop 50 (Flanders) | 5             |
| Belgiens Ultratop 40 (Wallonia) | 15            |
| Hollands Dutch Top 40 | 28            |
| Tysklands Media Control | 41            |
| Irlands Irish Recorded Music Association | 21            |
| Nya Zeelands RIANZ | 24            |
| Sveriges Sverigetopplistan | 54            |
| Schweiz Swiss Singles Chart | 33            |
| Storbritanniens UK Singles Chart | 7             |
| Amerikanska Billboard Hot 100 | 2             |
| Amerikanska Billboard Hot R&B/Hip-Hop Songs | 4             |
| Amerikanska Billboard Hot Dance Club Songs | 6             |